# Písníky u Obědovic
Písníky u Obědovic v okrese Hradec Králové jsou soustavou tří vodních ploch vzniklých těžbou štěrkopísků. Písníky se nalézají na severním okraji obce Obědovice. Rozloha vodních ploch činila v roce 2018 (počítáno ve směru od Chlumce nad Cidlinou) u jezera I 17 ha, u jezera II 12 ha a u jezera III 13 ha. 
Těžba štěrkopísku v roce 2018 pokračuje pouze u jezera III, zbylá jezera mají rekultivované břehy porostlé borovým lesem a jsou využívána jako rybářské revíry pro sportovní rybolov a v létě i pro koupání.

## Galerie

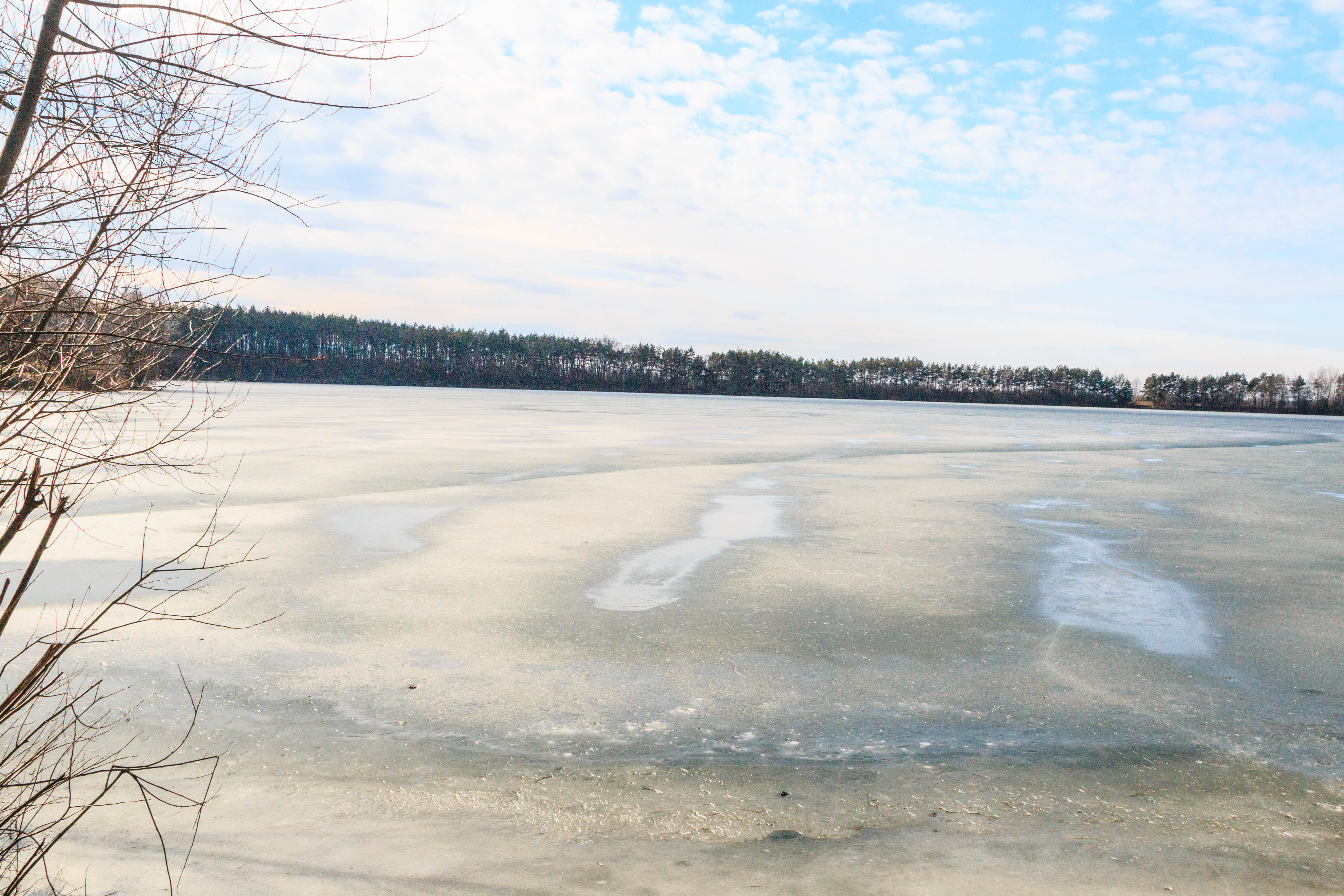
Písníky u Obědovic - jezero I
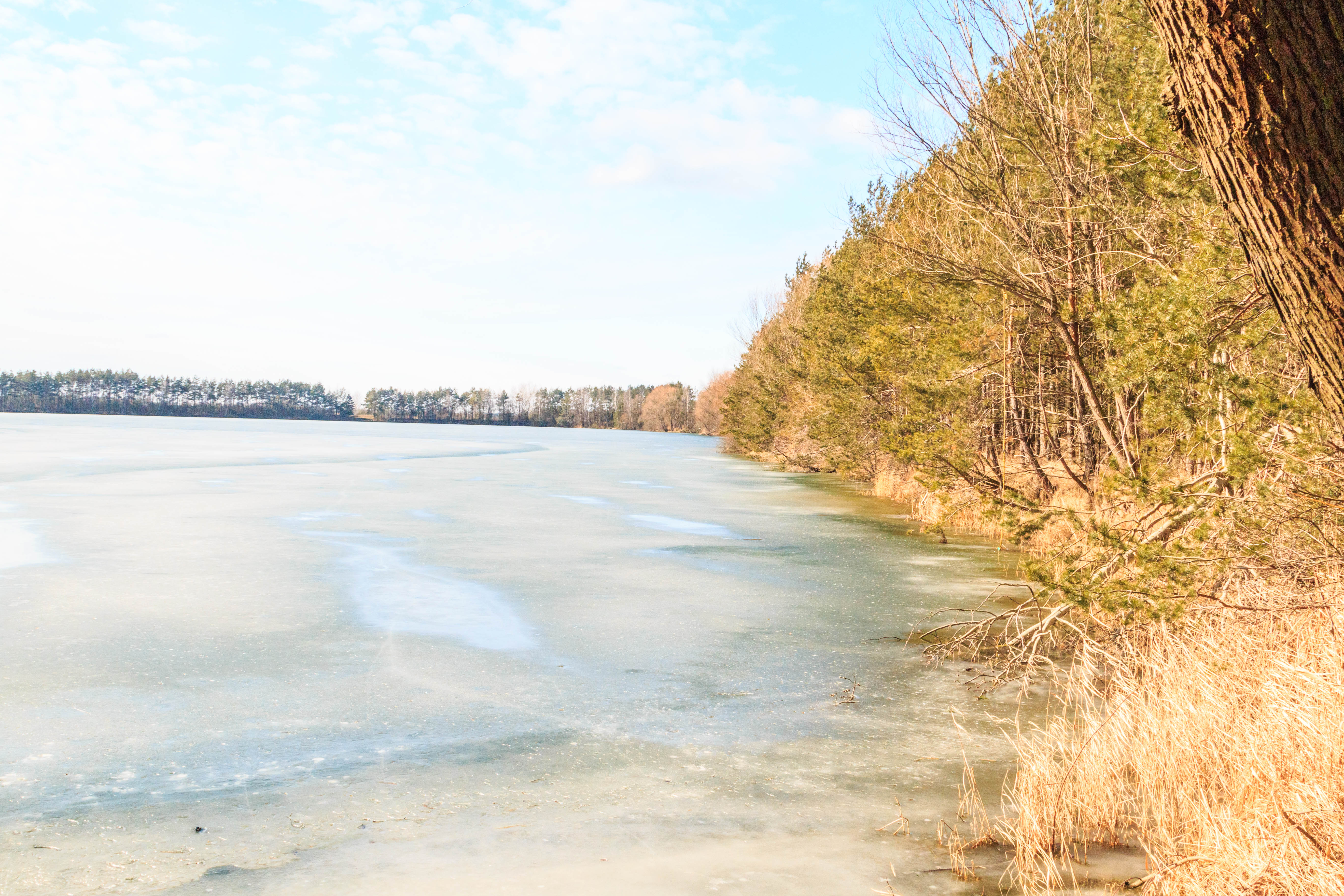
Písníky u Obědovic - jezero I
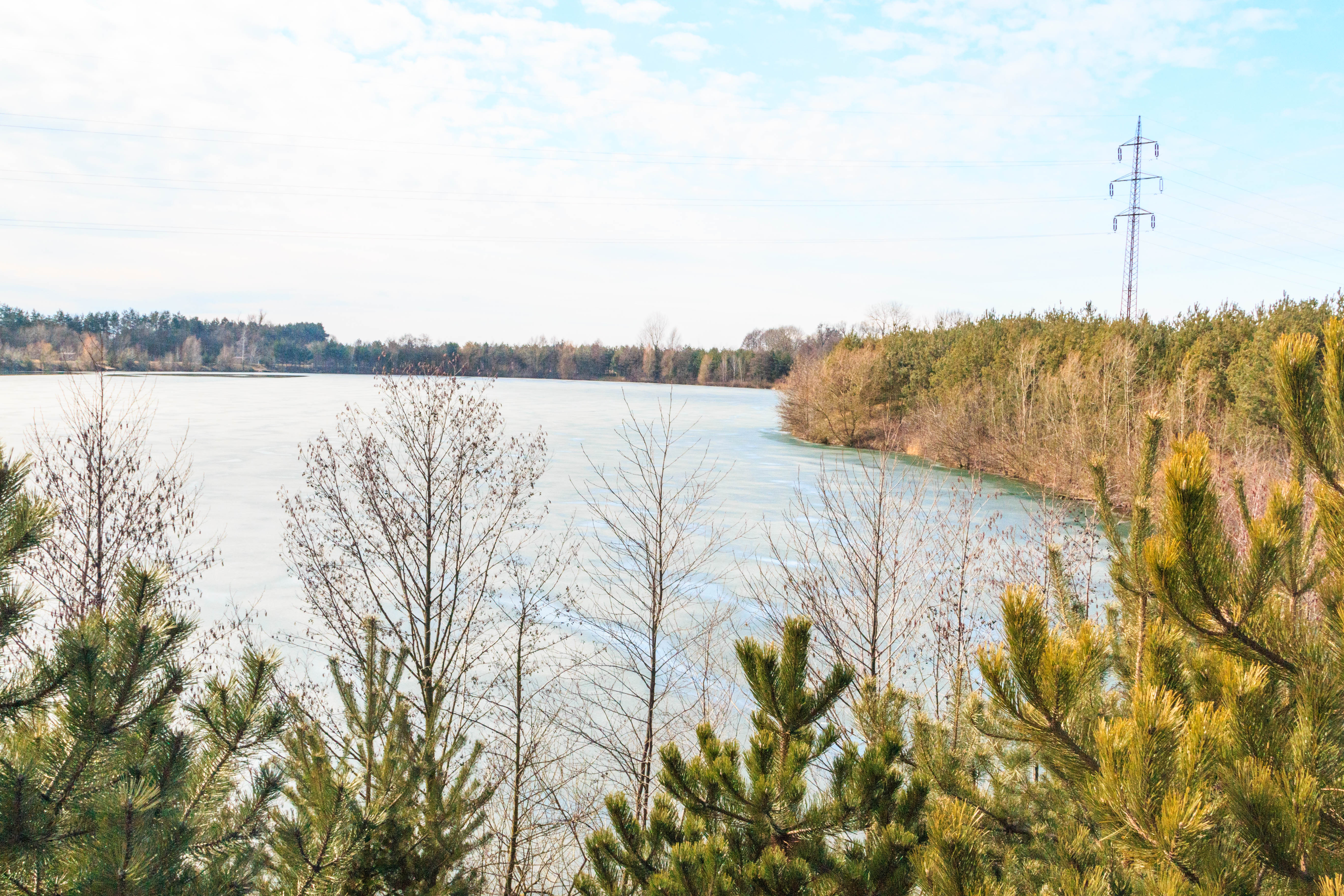
Písníky u Obědovic - jezero II
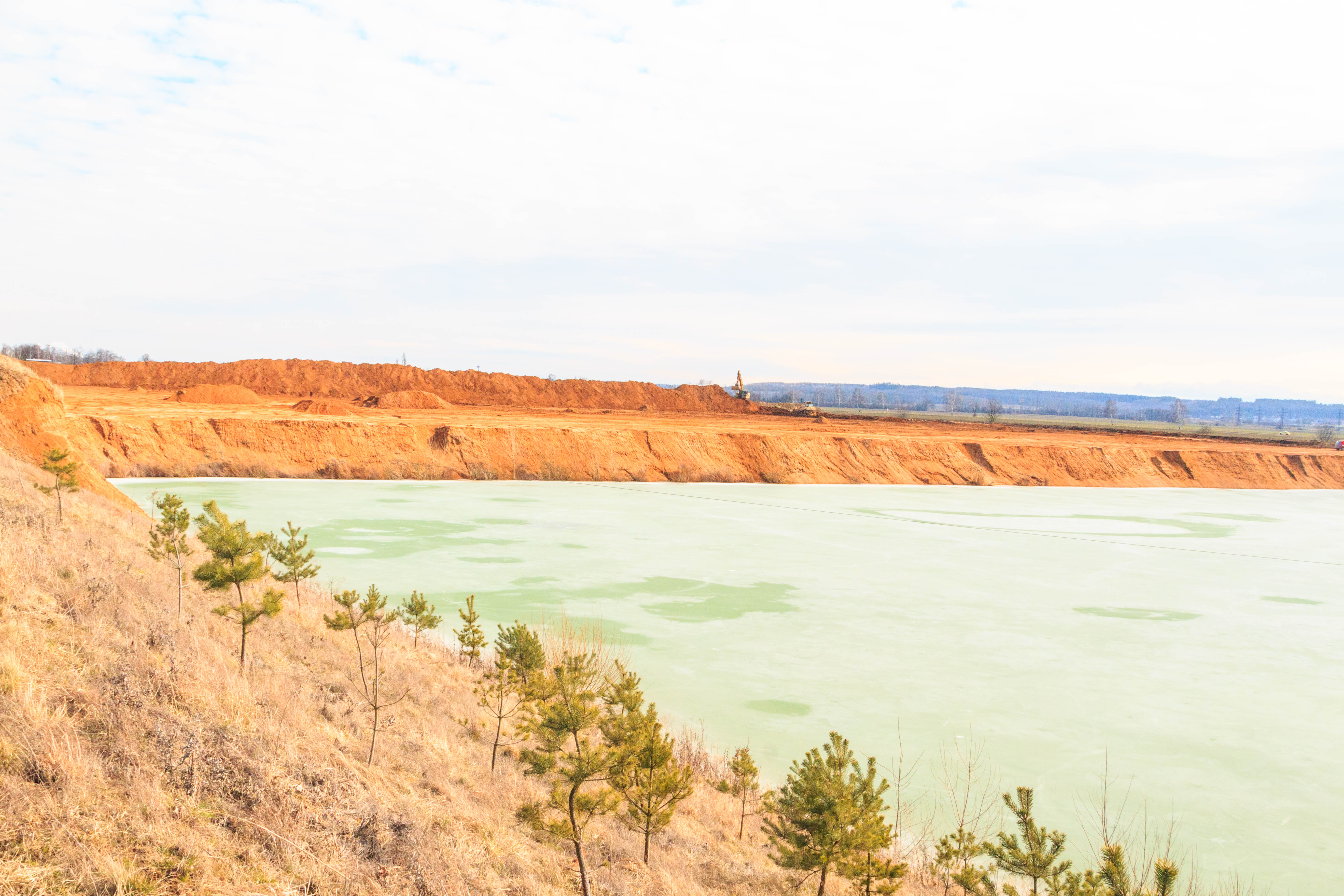
Písníky u Obědovic - jezero III